# Maria-Christine von Urach
Maria Christine Gabriele Antonie Irmgard Fürstin von Urach (* 18. April 1933 in Stuttgart; † 2. September 1990 ebenda) war eine deutsche Maschinenbauingenieurin und das erste weibliche Mitglied des Aufsichtsrates der Daimler-Benz AG.

## Familie
Maria-Christine von Urach stammt aus der Adelsfamilie Urach, einer morganatischen Seitenlinie des Hauses Württemberg, und wurde als Tochter des Maschinenbauingenieurs Wilhelm Fürst von Urach und Elisabeth Theurer 1933 geboren. Ihr Vater war Mitglied des Direktionssekretariats und Oberingenieur in Untertürkheim und Leiter des Daimler-Benz-Museums. Er motivierte Maria-Christine, ihr technisches Talent zu verfolgen, sowohl während ihrer Ausbildung als auch bei ihrer Karriere bei Daimler-Benz. Ihre einzige Schwester war Elisabeth Fürstin von Urach.

## Karriere
Maria-Christine von Urach studierte Allgemeinen Maschinenbau an der Technischen Hochschule Stuttgart. Nach ihrem Studium kam sie 1959 als Berechnungsingenieurin zu Daimler-Benz. Schnell arbeitete sie in der neu gegründeten EDV-Abteilung mit und übernahm 1969 deren Leitung. 1973 wurde sie Hauptabteilungsleiterin für "Organisation und Datenverarbeitung", 1979 "Abteilungsdirektorin" und 1987 Fachbereichsleiterin. Der schnelle Aufstieg war der Tatsache geschuldet, dass sie durch viele Weiterbildungen Spezialistin auf einem neuen Gebiet wurde und dadurch wenig Konkurrenz zu fürchten hatte. Ab 1972 war Maria-Christine von Urach Mitglied im Sprecherausschuss der leitenden Angestellten und ab 1982 die Leiterin des Gesamtsprecherausschusses. Seit 1978 war sie das erste weibliche Mitglied des Aufsichtsrates der Daimler-Benz AG als Vertreterin der leitenden Angestellten.

## Ehrenamtliches Engagement
Maria-Christina Fürstin von Urach war Vorsitzende des Bereichs Berufs- und Standesfragen der Hauptgruppe des Vereins Deutscher Ingenieure und der Landesgruppe Südwest des Verbandes Angestellter Führungskräfte. Des Weiteren war sie in der Gesellschaft für Informatik tätig.